# Giuseppe Lavorato
Giuseppe Lavorato, né le 31 janvier 1938 à Rosarno, est un homme politique italien, membre du parti communiste et particulièrement connu pour sa lutte contre la mafia.

## Biographie
Giuseppe Lavorato adhère au parti communiste en 1962. II est élu conseiller municipal de la mairie de Rosarno en 1965.
En 1987, il est élu député. Pendant son mandat, qui court jusqu'en 1992, il collabore avec la Commission parlementaire anti-mafia.
En 1994, il est élu maire de Rosarno, sa ville natale, où il déploie une activité contre la mafia locale, la 'Ndrangheta. Il lutte aussi, jusqu'à la fin de son mandat en 2003, contre la façon dont sont traités les migrants exploités dans les champs d'orangers.

## Articles liés
- Il sangue verde